# HMS Essex (1760)
HMS Essex (Корабль Его Величества «Эссекс») — 64-пушечный линейный корабль третьего ранга. Третий корабль Королевского флота, 
названный HMS Essex, в честь графства Эссекс. Заказан 31 января 1759 года. Спущен на воду 28 августа 1760 года на частной верфи Уэллса и Стэнтона в Ротерхите.
В 1777 году Essex был переведен на рейдовую службу, в 1791 году был переоборудован в принимающий корабль в Портсмуте. Essex оставался на службе до 1799 года, после чего был выведен из состава флота и продан на слом.